# Stowarzyszenie Zbiorowego Zarządzania Prawami Autorskimi Twórców Dzieł Naukowych i Technicznych „KOPIPOL”
Stowarzyszenie Zbiorowego Zarządzania Prawami Autorskimi Twórców Dzieł Naukowych i Technicznych „KOPIPOL” – polska organizacja zbiorowego zarządzania prawami autorskimi lub prawami pokrewnymi upoważniona do poboru opłaty od producentów i importerów kserokopiarek, skanerów i innych podobnych urządzeń reprograficznych oraz związanych z nimi czystych nośników, oraz poboru opłat od posiadaczy urządzeń reprograficznych, którzy prowadzą działalność gospodarczą w zakresie zwielokrotniania utworów dla własnego użytku osobistego osób trzecich (np. tzw. punkty ksero).
Decyzją Ministra Kultury z dnia 16 sierpnia 1995 roku wydano stowarzyszeniu zezwolenie na zbiorowe zarządzanie prawami autorskimi do utworów naukowych i technicznych na następujących polach eksploatacji:
1. utrwalanie,
2. zwielokrotnianie jakąkolwiek techniką egzemplarzy utworu, w tym techniką drukarską, reprograficzną, zapisu magnetycznego lub cyfrowego,
3. wprowadzanie do obrotu,
4. użyczenie,
5. najem,
6. wyświetlanie,
7. publiczne odtwarzanie,
8. nadawanie,
9. reemitowanie,
10. publiczne udostępnianie utworu w taki sposób, aby każdy mógł mieć do niego dostęp w miejscu i w czasie przez siebie wybranym.

Stowarzyszenie zostało również upoważnione do pobierania wynagrodzenia od ośrodków informacji lub dokumentacji za odpłatne udostępnianie egzemplarzy fragmentów utworów.
Członkami zwyczajnymi KOPIPOL mogą być twórcy dzieł naukowych i technicznych spełniający następujące warunki:
- posiadający obywatelstwo polskie,
- posiadający pełną zdolność do czynności prawnych,
- posiadający udokumentowany dorobek naukowy lub techniczny,
- posiadający pisemną rekomendację dwóch członków zwyczajnych stowarzyszenia.